# Cinira Camargo
Cinira Camargo (Pilar del Sur, 8 de febrero de 1952) es una primera actriz brasileña.

## Carrera
Ella participó de tramas como Que Rey Soy Yo?, Despedida de Solteiro y Tropicaliente en los años 80 y 90. Último trabajo en la TV había sido en la minissérie La Casa de las Siete Mujeres en 2003. 
En 2020, después de 17 años fuera de la televisión, regresa a Amor de Mãe como Tânia Matos, una mujer involucrada en la desaparición del hijo de Lurdes, protagonizada por Regina Casé, la protagonista de la telenovela.

## Televisión
| Año  | Título                       | Papel                  |
| ---- | ---------------------------- | ---------------------- |
| 1976 | Jaque-Mate                   | Hube Visto             |
| 1977 | Cinderela 77                 | Ciça                   |
| 1982 | Si Verdad                    | Clara                  |
| 1982 | Pic-nic Clase C              | Zelinda                |
| 1983 | Pan Pan, Beso Beso           | Maria Emília (Milica)  |
| 1984 | Cuerpo a Cuerpo              | Sílvia Abrantes        |
| 1985 | Un Sueño de más              | Mona Martins           |
| 1987 | Derecho de Amar              | Esmeralda              |
| 1989 | Que Rey Soy Yo?              | Lily                   |
| 1989 | Top Model                    | Milu                   |
| 1990 | Luna Llena de Amor           | Lucrécia               |
| 1992 | Despedida de Solteiro        | Gloria                 |
| 1994 | Tropicaliente                | Manoela                |
| 1995 | Historia de Amor             | Teca                   |
| 1996 | Vuelca Amplia                | Drª. Antígone de Silva |
| 1998 | Era una Vez...               | Laura                  |
| 1999 | Tierra Nostra                | Oriana                 |
| 2003 | La Casa de las Siete Mujeres | China                  |
| 2020 | Amor de Mãe                  | Tânia Matos (Villana)  |

## Teatro
- 1978 — En el Sex Please, Bárbara, dirección de Flavio Rangel